# داريا ليبيشيفا
داريا ليبيشيفا (بالروسية: Дарья Вячеславовна Лебешева)‏ مواليد 6 أبريل 1995 في موسكو، هي لاعبة كرة مضرب بيلاروسية. أعلى تصنيف لها في الفردي كان 505. أعلى تصنيف لها في الزوجي كان 339.

## النهائيات

### الفردي (2–1)
| الحصيلة | الرقم | التاريخ       | الدورة         | الأرضية | المنافس       | النتيجة            |
| ------- | ----- | ------------- | -------------- | ------- | ------------- | ------------------ |
| الفوز   | 1.    | 11 مارس 2013  | شرم الشيخ، مصر | صلبة    | ليسان فان ريت | 6–7(5–7), 6–3, 6–0 |
| الوصافة | 1.    | 10 يونيو 2013 | إسطنبول، تركيا | صلبة    | باشاك إرايدن  | 3–6, 4–6           |
| الفوز   | 2.    | 17 يونيو 2013 | إسطنبول، تركيا | صلبة    | مييابي إنو    | 7–6(7–1), 6–4      |

## روابط خارجية
- داريا ليبيشيفا على موقع رابطة محترفات التنس (الإنجليزية)
- داريا ليبيشيفا على موقع الاتحاد الدولي لكرة المضرب (الإنجليزية)
- داريا ليبيشيفا على موقع كأس بيلي جين كينغ (الإنجليزية)
- داريا ليبيشيفا على موقع خلاصة التنس.كوم (الإنجليزية)
- داريا ليبيشيفا على موقع إي إس بي إن.كوم (الإنجليزية)